# Галактична нишка
Вижте пояснителната страница за други значения на Нишка.
Галактична нишка (също галактична стена или комплекс от свръхкупове) са най-големите познати структури във вселената. Те са масивни, нишкообразни образувания с обичайна дължина от 50 до 80 мегапарсека (163 – 261 милиона светлинни години), които съставляват границите между големите празнини във вселената. Нишките са съставени от гравитационно свързани галактики. Частите, в които много галактики са много близко една до друга, се наричат свръхкупове.

## Образуване
В модела Ламбда-CDM на еволюцията на вселената, галактичните нишки образуват и следват мрежовидни низове от тъмна материя. Смята се, че тази тъмна материя диктува структурата на вселената в най-голям мащаб. Тъмната материя гравитационно привлича барионната материя и именно тази „нормална“ материя образува дългите тънки стени на галактичните нишки.

## Откриване
Откриването на структури, по-големи от свръхкуповете, започва към края на 1980-те години. През 1987 г. астрономът Ричард Брент Тъли от Хавайския университет идентифицира това, което той нарича комплекс от свръхкупове Риби-Кит. През 1989 г. е открита Велика стена CfA2, а през 2003 г. и Велика стена Слоун. На 11 януари 2013 г. учени от университета на Централен Ланкашир обявяват, че са открили голяма квазарна група, Huge-LQG, която прави предишните открити галактични нишки да изглеждат дребни. През ноември 2013 г., използвайки гама-изригвания като отправни точки, астрономи откриват Велика стена Херкулес-Северна Корона – изключително голяма нишка с диаметър от над 10 милиарда светлинни години.

## Нишки
Стандартните нишки имат относително сходни голяма и малка ос по напречно сечение.
| Нишка                                 | Дата    | Средно разстояние                                             | Размер  | Бележки |
| ------------------------------------- | ------- | ------------------------------------------------------------- | ------- | --- |
| Косите на Вероника                    |         |                                                               |         | Свръхкупът Косите на Вероника лежи в едноименната нишка. Съставлява част от Велика стена CfA2.                                                |
| Персей-Пегас                          | 1985 г. |                                                               |         | Свързана със свръхкупа Риби-Кит, докато свръхкупът Персей-Риби е част от нишката.                                                             |
| Голяма мечка                          |         |                                                               |         | Свързана с CfA Хомункулус, част от нишката образува част от „крака“ на Хомункулус.                                                            |
| Рис-Голяма мечка                      | 1999 г. | от 2000 km/s до 8000 km/s в пространство с червено изместване |         | Свързана с и различна от свръхкупа Рис-Голяма мечка.                                                                                          |
| Нишка около прото-купа ClG J2143-4423 | 2004 г. | z=2,38                                                        | 110 Mpc | Нишка, открита през 2004 г., с дължина на Великата стена. Към 2008 г. това все още е най-голямата структура отвъд второто червено отместване. |

### Галактични стени
Галактичните стени са видове нишки, които имат значително по-голяма голяма ос от малката ос по напречно сечение.
| Стена                                | Дата    | Средно разстояние | Размер                                                                                | Бележки |
| ------------------------------------ | ------- | ----------------- | ------------------------------------------------------------------------------------- | --- |
| Велика стена CfA2                    | 1989 г. | z = 0з03058       | 750 Mly дълга 250 Mly широка 20 Mly дебела                                            | Това е първата открита свръхголяма структура или псевдоструктура във вселената. CfA Хомункулус лежи в сърцевината на Великата стена, а свръхкупа Косите на Вероника образува по-голямата част от структурата на Хомункулус. |
| Велика стена Слоун                   | 2003 г. | z = 0,07804       | 433 Mpc                                                                               | Това е най-голямата позната галактична нишка, преди да бъде задмината от откритата 10 години по-късно Велика стена Херкулес-Северна Корона.                                                                                 |
| Стена Скулптор (Южна стена)          |         |                   | 8000 km/s дълга 5000 km/s широка 1000 km/s дебела в пространство с червено изместване | Стената Скулптор е „успоредна“ на стената Пещ и „перпендикулярна“ на стената Жерав. |
| Стена Жерав                          |         |                   |                                                                                       | Стената Жерав е „перпендикулярна“ на стените Пещ и Скулптор. |
| Стена Пещ                            |         |                   |                                                                                       | Част от тази стена е купът Пещ. Стената е „успоредна“ на стената Скулптор и „перпендикулярна“ на стената Жерав. |
| Велика стена Херкулес-Северна Корона | 2013 г. | z ≈ 2             | 3 Gpc                                                                                 | Най-голямата известна структура във вселената. |

### Големи квазарни групи
Големите квазарни групи (ГКГ) са едни от най-големите познати структури във вселената.
| ГКГ                            | Дата    | Средно разстояние | Размер     | Бележки |
| ------------------------------ | ------- | ----------------- | ---------- | --- |
| Клоус-Кампусано (U1.28, CCLQG) | 1991 г. | z=1,28            | - 630 Mpc  | Това е най-голямата известна структура във вселената от 1991 до 2011 г., когато е открита U1.11.                      |
| U1.11                          | 2011 г. | z=1,11            | - 780 Mpc  | Най-голямата известна структура във вселената за няколко месеца до откриването на Huge-LQG.                           |
| Huge-LQG                       | 2012 г. | z=1,27            | - 1240 Mpc | Най-голямата известна структура във вселената до откриването на Велика стена Херкулес-Северна Корона година по-късно. |

### Комплекс от свръхкупове
| Име      | Дата    | Средно разстояние | Размер                                   | Бележки                                  |
| -------- | ------- | ----------------- | ---------------------------------------- | ---------------------------------------- |
| Риби-Кит | 1987 г. |                   | 1 милиарда ly широк 150милиона ly дълбок | Съдържа свръхкупа Дева и Местната група. |